# Chaetolepis lindeniana
Chaetolepis lindeniana är en tvåhjärtbladig växtart som först beskrevs av Charles Victor Naudin, och fick sitt nu gällande namn av José Jéronimo Triana. Chaetolepis lindeniana ingår i släktet Chaetolepis och familjen Melastomataceae. Inga underarter finns listade i Catalogue of Life.